# Ligne C du tramway de Bordeaux
Pour des articles plus généraux, voir Transports Bordeaux Métropole et Tramway de Bordeaux.
Pour les articles homonymes, voir Ligne C.
La ligne C du tramway de Bordeaux est une ligne de tramway de l'agglomération bordelaise qui relie les stations Parc des Expositions ou Blanquefort Gare ou Cracovie aux stations Gare de Bègles ou Pyrénées. Suivant un axe allant du nord au sud, elle fait la liaison entre le parc des Expositions et le stade Atlantique-Bordeaux Métropole, le centre-ville de Bordeaux, la gare de Bordeaux-Saint-Jean et la commune de Villenave-d'Ornon.
Avec notamment ses correspondances avec les trois autres lignes A, B, et D du réseau de tramway bordelais, la ligne permet de relier la gare de Bordeaux-Saint-Jean et les quais de Bordeaux aux différentes villes de Bordeaux Métropole. La ligne est étendue, le 17 décembre 2016, vers la gare de Blanquefort, via une nouvelle antenne connue durant sa construction comme le « tram-train du Médoc »,.

## Histoire
Tout comme la ligne B, la ligne C connaît initialement des problèmes techniques liés à l'APS, ce qui retarde son ouverture. Elle est inaugurée le 24 avril 2004 entre Quinconces et Gare Saint-Jean.
Le 19 novembre 2007, la ligne est prolongée entre Quinconces et Grand Parc.
Le 27 février 2008, la ligne est prolongée entre Grand Parc et Les Aubiers, ainsi qu'entre Gare Saint-Jean et Bègles Terre Neuves.
Le 22 février 2010, la ligne change de couleur, passant du vert au rose.
Le 1er février 2014, la ligne est prolongée entre Les Aubiers et Berges du Lac.
Le 13 novembre 2014, début des essais entre les stations Berges du Lac et Quarante Journaux puis Parc des Expositions.
Le 24 janvier 2015, la ligne est prolongée entre Berges du Lac et Parc des Expositions, et mise en place des services partiels entre les stations Quinconces et Carle Vernet. Dans la même journée, le nouveau centre de maintenance de la Jallère situé à côté du nouveau stade de Bordeaux, est inauguré.
Le 6 mars 2015, la ligne est prolongée au sud entre Bègles Terres Neuves et Václav Havel. La mise en service commerciale a lieu le 16 mars 2015.
Le 17 décembre 2016, la ligne est prolongée de la gare de Blanquefort jusqu'à la station Cracovie et dessert 5 nouvelle stations. La mise en service commerciale a lieu le jour même vers 13h00.
En septembre 2017, la première soudure de rail sur l'extension jusqu'à Villenave-d'Ornon a eu lieu, l'ouverture de ce tronçon se fera le 2 février 2019.
Le 2 février 2019, la ligne est prolongée du Lycée Václav Havel jusqu'à la station Pyrénées et dessert deux nouvelles stations.
Le 14 décembre 2019, la mise en service de la ligne D permet de renforcer la desserte entre Quinconces et la Gare Saint-Jean sur l'ensemble des jours et heures de fonctionnement.

### Extension vers Blanquefort
Une extension de la ligne C d'une longueur d'environ 7 kilomètres,, reliant les communes de Bordeaux et de Blanquefort, le long de l'actuelle ligne ferroviaire du Médoc est construite. Un prolongement de la ligne C du tramway de Bordeaux à la station Cracovie constitue l'extension avec six stations. La ligne est construite à voie unique sur la majorité de sa longueur. Des évitements sont ménagés aux stations afin de permettre le croisement des rames. La ligne est construite à l'écartement normal et est électrifiée en 750 V courant continu.
La ligne suit en grande partie la ligne ferroviaire du Médoc (dite ligne de Ravezies à Pointe-de-Grave) existante. Cependant, les deux lignes seront exploitées indépendamment. Toutefois, à plus longue échéance, les deux lignes pourraient être exploitées conjointement. Les rames de tram-train pourraient également circuler sur la ceinture ferroviaire de Bordeaux. Cependant, ni les dates de réalisation ni les modalités précises d'une telle exploitation ne sont connues.
La ligne est exploitée par Keolis Bordeaux Métropole, délégataire du réseau TBM anciennement TBC, pour le compte de Bordeaux Métropole, qui est propriétaire des infrastructures et autorité organisatrice des transports urbains. Le service est assuré par des rames Citadis du réseau TBM.

#### Chronologie de l'extension
- 2008-09 : concertation publique.
- novembre à décembre 2011 : enquête préalable à la Déclaration d'Utilité Publique[7].
- 23 mars 2012 : déclaration d'utilité publique.
- automne 2012 : démarrage des travaux[8].

- En juillet 2014, à la suite de la demande de la SNCF, la mise en service du tram-train du Médoc est reportée à 2017.

- Le 10 octobre 2014, le tribunal administratif de Bordeaux annule la déclaration d'utilité publique, mais le chantier se poursuit[9].

- Le 21 juillet 2015, la cour administrative d'appel de Bordeaux annule le jugement d'octobre 2014[10].

- Les phases de tests ont débuté le 5 juillet 2016.

- La marche à blanc début le 7 novembre 2016, il s'agit des tests finaux, réalisés dans des conditions réelles d'exploitation[11].

- L'inauguration a lieu le 17 décembre 2016[11], pour une mise en service commerciale prévue le lendemain, le 18 décembre[12].

## Infrastructure

### La ligne
La ligne C du tramway de Bordeaux emprunte les sections suivantes :
- Quinconces - Gare Saint-Jean, ouverte le 24 avril 2004, à l'occasion de la mise en service de la ligne ;
- Grand Parc - Quinconces, ouverte le 19 novembre 2007, à l'occasion du premier prolongement de la ligne ;
- Les Aubiers - Grand Parc et Gare Saint-Jean - Bègles Terres Neuves, ouvertes le 27 février 2008, à l'occasion du second prolongement de la ligne ;
- Berges du Lac - Les Aubiers, ouverte le 1er février 2014, à l'occasion du troisième prolongement de la ligne ;
- Parc des Expositions - Berges du Lac, ouverte le 24 janvier 2015, à l'occasion du quatrième prolongement de la ligne ;
- Bègles Terres Neuves - Lycée Václav Havel, ouverte le 16 mars 2015, à l'occasion du cinquième prolongement de la ligne ;
- Cracovie - Gare de Blanquefort, ouverte le 17 décembre 2016, à l'occasion du sixième prolongement de la ligne ;
- Lycée Václav Havel - Villenave Pyrénées ouverte le 2 février 2019, à l'occasion du septième et dernier prolongement de la ligne.

### Les terminus réguliers

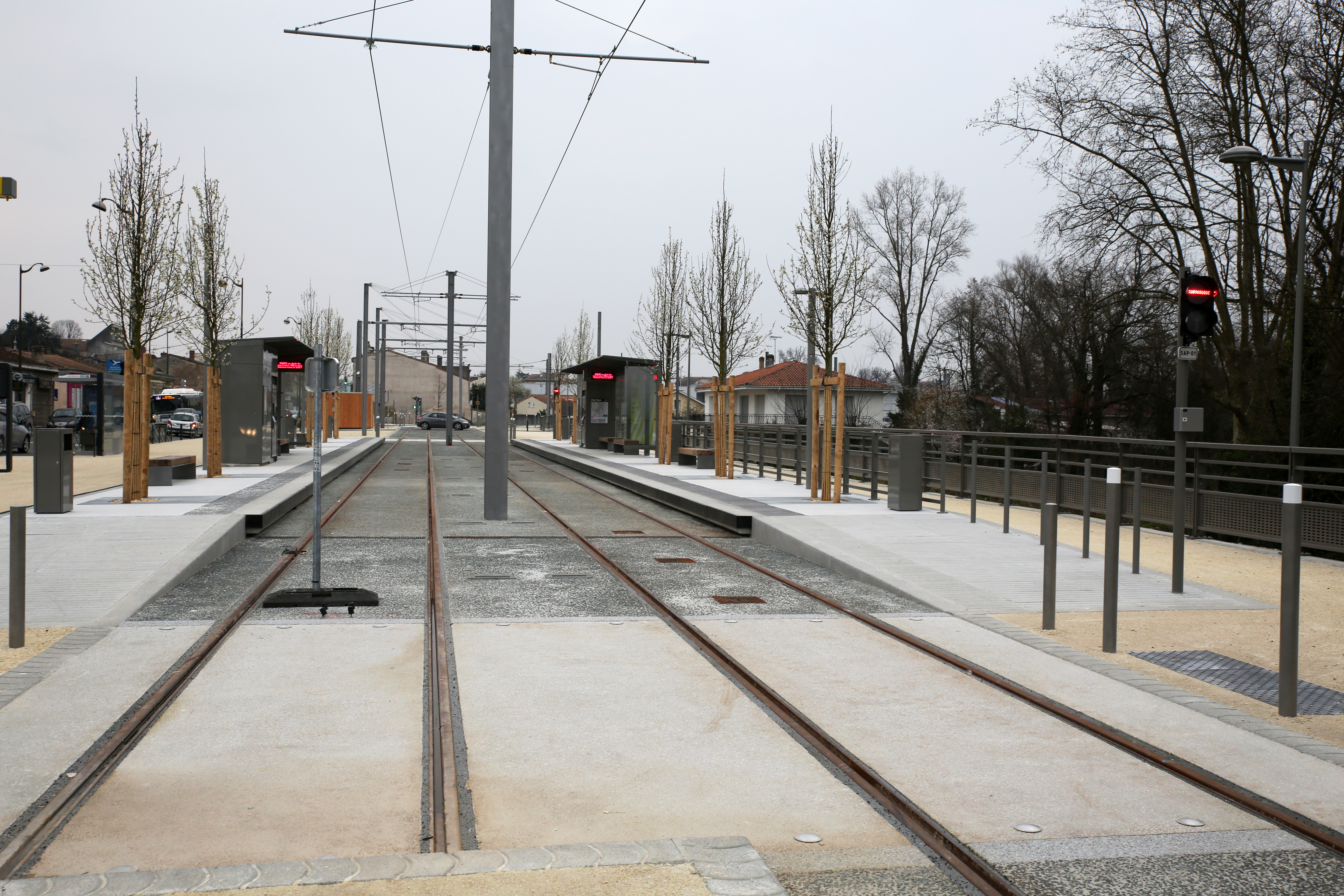
Station Lycée Václav Havel.

La ligne C compte quatre terminus principaux :
- La station Gare de Blanquefort, qui constitue le terminus le plus au nord de la ligne, est composée d'un quai encadré par deux voies. Seul un tram sur deux dessert ce terminus.
- La station Parc des Expositions, qui constitue le second terminus le plus nord de la ligne, est composée de trois quais encadrant trois voies. Seul un tram sur deux dessert ce terminus.
- La station Gare de Bègles, qui constitue le premier des terminus au sud de la ligne en utilisant les mêmes quais aussi bien pour les rames y faisant terminus que celles ne faisant qu'y passer.
- station Pyrénées, qui constitue le second des terminus au sud de la ligne sur la commune de Villenave-d'Ornon, est composée de deux quais encadrant deux voies. Seul un tram sur deux dessert ce terminus.

### Les terminus partiels
Depuis la mise en service de la ligne D, la ligne C ne compte plus désormais de terminus partiel en service régulier. Les stations Cracovie, Quinconces Fleuve et Carle Vernet ne sont désormais utilisées comme terminus partiels uniquement en cas de nécessité de service.
La station Cracovie, qui dispose d'un tiroir permettant le retournement des rames, n'est désormais utilisé que lors d'incident d'exploitation pour les services ne pouvant pas desservir Gare de Blanquefort et/ou Parc des Expositions.
La station Quinconces Fleuve, qui dispose d'un quai dédié situé sur la voie de raccordement avec la ligne B, n'est désormais utilisé que dans le cas de nécessité de service.
La station Carle Vernet, qui dispose de deux quais encadrant deux voies, utilisés par la ligne C, et d'un quai et d'une voie, utilisés désormais en tant que terminus par la ligne D et ponctuellement par la ligne C dans le cas de nécessité de service.

### Dépôt de La Jallère
Les rames sont remisées, avec celles de la ligne D, au dépôt de La Jallère, situé derrière le stade Atlantique-Bordeaux Métropole, sur la rive gauche de la Garonne, et ouvert en 2015.
Le terminus Parc des Expositions est utilisé pour les rames quittant ou rejoignant le dépôt de La Jallère, en début de journée (avant 5 h) et fin de journée (après 0 h ou 1 h selon les jours).

### Tension d'alimentation

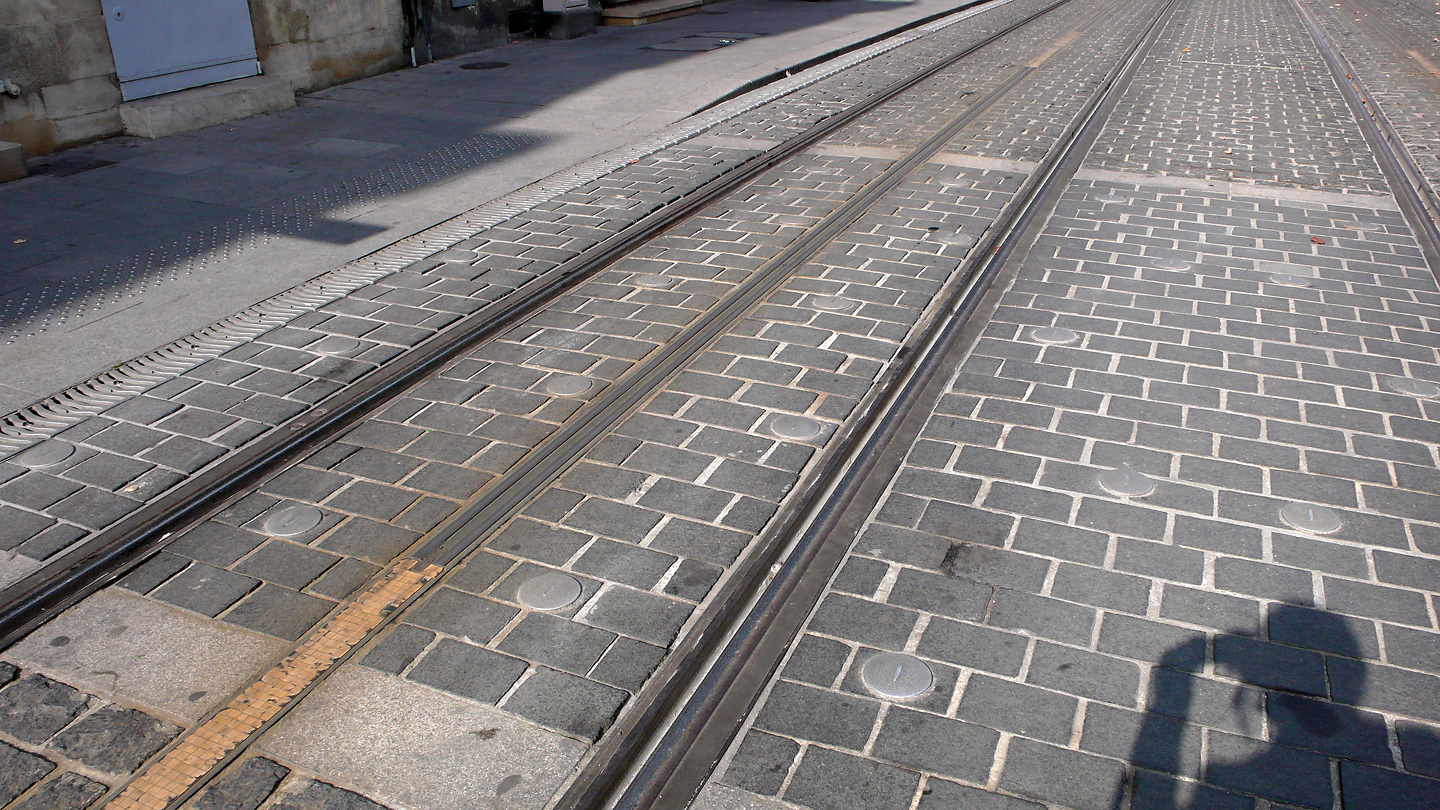
Rail central du système APS.

La ligne C du tramway de Bordeaux est entièrement électrifiée en 750 volts continu. Certains tronçons de la ligne sont équipés d'une alimentation par le sol, le captage du courant s'effectuant, pour des raisons d'impact visuel, par un « rail » central. Ce système est utilisé principalement dans le centre-ville de Bordeaux, entre les stations Saint-Michel et Place Paul-Doumer.

## Schéma de la ligne

### Tracé
Pour sa branche nord-ouest, la ligne C part de la gare de Blanquefort pour longer la ligne SNCF du Médoc, en desservant la station Frankton et la gare de Bruges, dans une longue ligne droite de 3,4 km ayant pour particularité de partager trois passages à niveau avec les TER. Au niveau de l'ancien Bif de Beyreman, un saut-de-mouton, où se situe la station Ausone, permet à la ligne C de passer au-dessus de la ligne ferroviaire de ceinture pour utiliser alors l'ancienne emprise SNCF, qui permettait jusqu'en 2012 de rejoindre la gare de Ravezies. Après un ultime passage à niveau, la ligne s'en écarte ensuite avant de desservir la station La Vache et de rejoindre la station Cracovie.
Pour sa branche nord-est, la ligne C part de la station Parc des expositions' située dans le quartier de Bordeaux-Lac, à proximité du parc des expositions, du vélodrome et du stade Atlantique-Bordeaux Métropole. La ligne C longe ensuite le lac par l'est, en passant devant le Palais des Congrès et au-dessus de la rocade, à proximité de l'échangeur no 4b/4c, puis passe à proximité du centre commercial Bordeaux Lac avant de rejoindre le quartier des Aubiers et enfin la station Cracovie où elle rejoint la branche de Blanquefort.
La ligne s'engage alors sur l'allée de Boutaut à cheval sur les communes de Bordeaux et Bègles puis Le Bouscat pour rejoindre la place Ravezies ou se trouvait la gare de Ravezies, ancienne gare désormais fermée et détruite qui était le point de départ de la ligne du Médoc, à proximité du stade Alfred-Daney. La ligne s'engage ensuite sur l'avenue Émile-Counord pour rejoindre la place Paul-Doumer et l'église Saint-Louis toute proche puis s'engage sur les cours de Verdun puis du Maréchal Foch pour rejoindre la place des Quinconces en longeant le jardin public par l'est.
Elle arrive aux Quinconces par l'ouest puis la longe par le sud, le long des allées d'Orléans où elle croise les voies de la ligne B qui elle passe le long de l'allée de Munich, puis tourne à droite sur les quais de Bordeaux jusqu'à l'abbatiale Sainte-Croix en passant par la place Jean-Jaurès, la place de la Bourse (dont la station ne possède pas de mobilier urbain pour préserver la perspective), le miroir d'eau, le musée national des douanes, la chambre de commerce et d'industrie, l'église Saint-Pierre, la porte Cailhau, la porte de Bourgogne où la ligne C croise la ligne A avant que cette dernière ne s'engage sur le pont de Pierre et la basilique Saint-Michel. Arrivée à l'abbatiale Sainte-Croix, la ligne passe à proximité du pont Saint-Jean, du pont ferroviaire et de la passerelle Eiffel puis tourne à droite et passe devant l'école des beaux-arts puis à gauche et va rejoindre la gare de Bordeaux-Saint-Jean. Elle franchit ensuite le faisceau de la gare par le pont du Guit puis dessert le Marché d'intérêt national Bordeaux-Brienne puis s'engage sur les rues Carle-Vernet puis Léon-Jouhaux et rejoindre les boulevards.
Une fois les boulevards franchis, la ligne entre dans la commune de Bègles où elle suit un axe composé par les rues Robert-Schuman, Ambroise-Croizat, Louis-Éloi où elle dessert le complexe sportif Delphin Loche et enfin la rue des Frères Moga qui permettent à la ligne de rejoindre la gare de Bègles puis bifurque pour rejoindre le parc de Mussonville puis son terminus, le lycée Václav-Havel.
Le 2 février 2019, elle est prolongée de Bègles à Villenave-d'Ornon.

Plan de la ligne.

### Liste des stations
La ligne C du tramway de Bordeaux dessert les 33 stations suivantes :
|  |   |   |   |  | Stations                           | Lat/Long                    | Communes             | Correspondances (au 01/06/2024)                               |  |
|  | - | - | - |  | ---------------------------------- | --------------------------- | -------------------- | ------------------------------------------------------------- |  |
|  | ■ |   |   |  | Gare de Blanquefort                | 44° 55′ 04″ N, 0° 37′ 26″ O | Blanquefort          | • 22 37 38 52 79 • F42 • TransGironde 704                     |  |
|  | • |   |   |  | Frankton                           | 44° 54′ 26″ N, 0° 37′ 08″ O | Blanquefort          | 22 38                                                         |  |
|  | • |   |   |  | Gare de Bruges                     | 44° 53′ 20″ N, 0° 36′ 38″ O | Bruges               | • 35 70 72 75 • F42                                           |  |
|  | • |   |   |  | Ausone                             | 44° 52′ 50″ N, 0° 36′ 15″ O | Bruges               | 70                                                            |  |
|  | • |   |   |  | La Vache                           | 44° 52′ 21″ N, 0° 35′ 28″ O | Le Bouscat           | 15 33                                                         |  |
|  |   |   | ■ |  | Parc des Expositions               | 44° 53′ 37″ N, 0° 33′ 57″ O | Bordeaux             | 37 75 STADE • TransGironde 705                                |  |
|  |   |   | • |  | Palais des Congrès                 | 44° 53′ 21″ N, 0° 34′ 02″ O | Bordeaux             | 32                                                            |  |
|  |   |   | • |  | Quarante Journaux                  | 44° 52′ 59″ N, 0° 34′ 14″ O | Bordeaux             | 15 32                                                         |  |
|  |   |   | • |  | Berges du Lac                      | 44° 52′ 45″ N, 0° 34′ 15″ O | Bordeaux             | 7 15 32                                                       |  |
|  |   |   | • |  | Les Aubiers                        | 44° 52′ 26″ N, 0° 34′ 27″ O | Bordeaux             | • 7 33 35 • TransGironde 202 302 705                          |  |
|  |   | ■ |   |  | Cracovie                           | 44° 52′ 15″ N, 0° 34′ 34″ O | Bordeaux, Bruges     | 7 33 35 53                                                    |  |
|  |   | • |   |  | Place Ravezies - Le Bouscat        | 44° 52′ 01″ N, 0° 34′ 33″ O | Bordeaux, Le Bouscat | • 7 9 27 53 82 • TransGironde 202 302 705                     |  |
|  |   | • |   |  | Grand Parc                         | 44° 51′ 44″ N, 0° 34′ 31″ O | Bordeaux             | 82                                                            |  |
|  |   | • |   |  | Émile Counord                      | 44° 51′ 31″ N, 0° 34′ 30″ O | Bordeaux             |                                                               |  |
|  |   | • |   |  | Camille Godard                     | 44° 51′ 17″ N, 0° 34′ 28″ O | Bordeaux             | 15                                                            |  |
|  |   | • |   |  | Place Paul Doumer                  | 44° 51′ 07″ N, 0° 34′ 27″ O | Bordeaux             | 5 15                                                          |  |
|  |   | • |   |  | Jardin Public                      | 44° 50′ 53″ N, 0° 34′ 31″ O | Bordeaux             | 5 15 • TransGironde 703                                       |  |
|  |   | • |   |  | Quinconces                         | 44° 50′ 38″ N, 0° 34′ 26″ O | Bordeaux             | • 2 • BAT3 • TransGironde 304 601 703                         |  |
|  |   | • |   |  | Place de la Bourse                 | 44° 50′ 30″ N, 0° 34′ 11″ O | Bordeaux             | (T) · (D)                                                     |  |
|  |   | • |   |  | Porte de Bourgogne                 | 44° 50′ 14″ N, 0° 33′ 59″ O | Bordeaux             | • 1 16 24 ARENA • TransGironde 407                            |  |
|  |   | • |   |  | Saint-Michel                       | 44° 50′ 04″ N, 0° 33′ 48″ O | Bordeaux             | (T) · (D)                                                     |  |
|  |   | • |   |  | Sainte-Croix                       | 44° 49′ 55″ N, 0° 33′ 34″ O | Bordeaux             | • 1                                                           |  |
|  |   | • |   |  | Tauzia                             | 44° 49′ 45″ N, 0° 33′ 31″ O | Bordeaux             | (T) · (D)                                                     |  |
|  |   | • |   |  | Gare Saint-Jean                    | 44° 49′ 33″ N, 0° 33′ 24″ O | Bordeaux             | • 9 20 31 35 • F41 F42 F43 F44 • TransGironde 601 701 702 710 |  |
|  |   | • |   |  | Belcier                            | 44° 49′ 21″ N, 0° 33′ 08″ O | Bordeaux             | (T) · (D)                                                     |  |
|  |   | • |   |  | Carle Vernet                       | 44° 49′ 12″ N, 0° 33′ 01″ O | Bordeaux             | • 20 35                                                       |  |
|  |   | • |   |  | Terres Neuves                      | 44° 48′ 55″ N, 0° 33′ 03″ O | Bègles               | 20 86                                                         |  |
|  |   | • |   |  | La Belle Rose                      | 44° 48′ 40″ N, 0° 33′ 05″ O | Bègles               |                                                               |  |
|  |   | • |   |  | Stade Musard                       | 44° 48′ 29″ N, 0° 33′ 06″ O | Bègles               | 73                                                            |  |
|  |   | • |   |  | Calais Centujean                   | 44° 48′ 11″ N, 0° 33′ 07″ O | Bègles               |                                                               |  |
|  |   | ■ |   |  | Gare de Bègles                     | 44° 47′ 54″ N, 0° 33′ 07″ O | Bègles               | • 15 23 35 • F44                                              |  |
|  |   | • |   |  | Parc de Mussonville                | 44° 47′ 38″ N, 0° 33′ 34″ O | Bègles               | 23 85                                                         |  |
|  |   | • |   |  | Lycée Václav-Havel                 | 44° 47′ 12″ N, 0° 33′ 59″ O | Bègles               | 5 23 85 89 90                                                 |  |
|  |   | • |   |  | Villenave Centre - Pont de la Maye | 44° 46′ 56″ N, 0° 33′ 58″ O | Villenave-d'Ornon    | 5 85 89 90                                                    |  |
|  |   | ■ |   |  | Villenave Pyrénées                 | 44° 46′ 27″ N, 0° 33′ 54″ O | Villenave-d'Ornon    | • 5 39 89 • TransGironde 503 506                              |  |

## Exploitation de la ligne

### Principes de la desserte

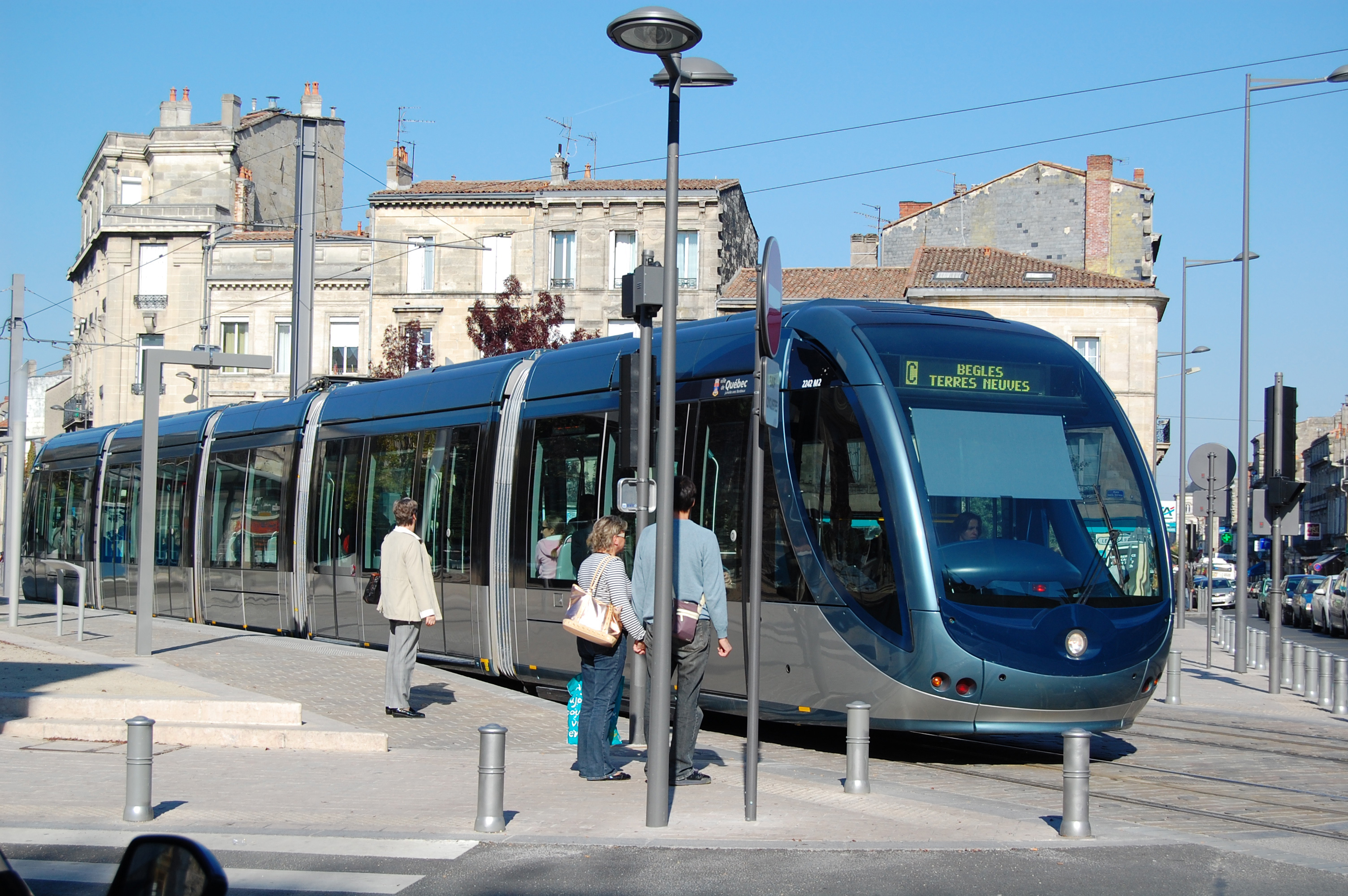
Ligne C à Place Paul-Doumer.

La ligne fonctionne tous les jours de l'année sauf le 1er mai.
Le service débute des stations Parc des Expositions, Gare de Blanquefort et Villenave Pyrénées à 5 h, 4 h 21 et 5 h 0 respectivement, tous les jours. Le dernier départ de Parc des Expositions, Gare de Blanquefort et Villenave Pyrénées a lieu respectivement à 0 h, 23 h 44 et 0 h 45 du lundi au mercredi et les dimanches et fêtes, ces derniers départs sont repoussés de 1 h du jeudi au samedi. Un tram sur deux est limité à Gare de Bègles au lieu de Villenave Pyrénées.
Nota : la section entre les stations Quinconces et Carle Vernet cumule les fréquences de dessertes des lignes C et D. Ce qui permet d'atteindre, au maximum, une circulation de 20 rames par heure (12 pour la C et 8 pour la D), dans chaque sens de circulation, sur cette section.
| Stations                                 | lundi au vendredi             | lundi au vendredi | Samedi      | Samedi         | Samedi        | Dimanche et fêtes (sauf 1er mai) | Dimanche et fêtes (sauf 1er mai) | Dimanche et fêtes (sauf 1er mai) |
| Stations                                 | Avant 6 h 30 et après 20 h 30 | 6 h 30 à 20 h 30  | Avant 13 h  | 13 h à 20 h 30 | Après 20 h 30 | Avant 13 h 30                    | 13 h 30 à 20 h 30                | Après 20 h 30                    |
| ---------------------------------------- | ----------------------------- | ----------------- | ----------- | -------------- | ------------- | -------------------------------- | -------------------------------- | -------------------------------- |
| Parc des Expositions Gare de Blanquefort | 20 min                        | 10 min            | 15 à 30 min | 10 min         | 20 min        | 20 à 40 min                      | 15 min                           | 15 à 20 min                      |
| Cracovie                                 | 20 min                        | 10 min            | 15 à 30 min | 10 min         | 20 min        | 20 à 40 min                      | 15 min                           | 15 à 20 min                      |
| 10 min                                   | 5 min                         | 7 à 15 min        | 5 min       | 10 min         | 10 à 20 min   | 7 min 30 s                       | 7 à 10 min                       |                                  |
| 10 min                                   | 5 min                         | 7 à 15 min        | 5 min       | 10 min         | 10 à 20 min   | 7 min 30 s                       | 7 à 10 min                       | Quinconces                       |
| 5 à 7 min 30 s                           | 3 min                         | 5 à 7 min 30 s    | 3 min       | 5 à 7 min      | 7 à 12 min    | 4 à 5 min                        | 4 à 7 min                        |                                  |
| 5 à 7 min 30 s                           | 3 min                         | 5 à 7 min 30 s    | 3 min       | 5 à 7 min      | 7 à 12 min    | 4 à 5 min                        | 4 à 7 min                        | Carle Vernet                     |
| 10 min                                   | 5 min                         | 7 à 15 min        | 5 min       | 10 min         | 10 à 20 min   | 7 min 30 s                       | 7 à 10 min                       |                                  |
| 10 min                                   | 5 min                         | 7 à 15 min        | 5 min       | 10 min         | 10 à 20 min   | 7 min 30 s                       | 7 à 10 min                       | Gare de Bègles                   |
| 20 min                                   | 10 min                        | 15 à 30 min       | 10 min      | 20 min         | 20 à 40 min   | 15 min                           | 15 à 20 min                      |                                  |
| 20 min                                   | 10 min                        | 15 à 30 min       | 10 min      | 20 min         | 20 à 40 min   | 15 min                           | 15 à 20 min                      | Villenave Pyrénées               |

Les modalités d'exploitation de la ligne C vont évoluer de manière substantielle avec la mise en œuvre des nouvelles lignes E et F,, en septembre 2025. Avec l'augmentation des fréquences de passage, prévue dans le cadre de la nouvelle délégation de service public signée en octobre 2022, la ligne C devrait conserver six à huit rames par heure pour assurer la desserte entre Parc des Expositions et Villenave Pyrénées. La desserte entre Gare de Blanquefort et Porte de Bourgogne devrait être assurée par six à huit rames par heure par la nouvelle ligne E, et la desserte Gare de Bègles et Porte de Bourgogne devrait être assurée par six à huit rames par heure par la nouvelle ligne F.
La desserte des stations entre Quinconces et Carle Vernet, par les lignes C, D, E et F, devrait ainsi permettre d'atteindre l'objectif d'une fréquence de 2 min 30 s au maximum, avec un total cumulé de 24 rames par heure. Les impacts sur la circulation automobile et les difficultés d'exploitation, liées notamment au maintien de la régularité des rames, ne devraient pas à priori permettre une plus forte augmentation de la fréquence de desserte entre ces stations.
La distance moyenne entre stations est de 425 m sur la ligne C avant la mise en service de la branche vers Blanquefort. Les tramways bénéficient d'un système de priorité aux carrefours comportant des feux.

### Temps de parcours moyens
Les temps de parcours sont donnés à titre indicatif par le site TBM et varient surtout selon le moment de la journée (cf. horaires). Ils peuvent aussi évoluer en cas de retards dus à des événements imprévus.
La ligne C du tramway de Bordeaux permet de rallier Villenave Pyrénées en 1h environ depuis la Gare de Blanquefort.
Selon le site TBM, la ligne permet de rallier Quinconces à :
- Cracovie en 10 min ;
- Gare de Blanquefort en 28 min ;
- Parc des Expositions en 21 min ;
- Gare Saint-Jean en 11 min ;
- Gare de Bègles en 22 min ;
- Villenave Pyrénées en 30 min.

### Matériel roulant
Les tramways utilisés sur la ligne C sont des Citadis 402 d'Alstom, complétées en heures de pointe par des Citadis 302. Les quais de certaines stations avaient été conçus pour les tramways Citadis 302, plus courts, ce qui conduisait à neutraliser l'une des porte d'accès des Citadis 402. Des aménagements ont été réalisés en 2018 et 2019 pour mettre un terme à cette situation.

### Tarification et financement
La tarification de la ligne est identique à celles des autres lignes de tramway de Transports Bordeaux Métropole et accessible avec les mêmes abonnements.
Le coût d'exploitation de la ligne est évalué à 13,5 millions d'euros pour l'année 2015 pour des recettes évaluées à 9,3 millions d'euros, soit une couverture des dépenses par les recettes de 69 %. Le déficit de fonctionnement de la ligne est financé par les recettes du versement transport qui est prélevé par Bordeaux Métropole sur les entreprises.
Les rames circulant sur la ligne ont parcouru en 2015 plus d'1,4 million de kilomètres.

### Fréquentation
La ligne C a connu une importante croissance de fréquentation depuis sa mise en service (hors période COVID-19) :
| Année                                     | 2007 | 2008 | 2013 | 2014 | 2015 | 2016 | 2017 | 2019 | 2021 | 2022 |
| Nombre de voyageurs annuels (en millions) | 7    | 11,7 | 17,2 | 16,5 | 18,9 | 21,3 | 25,4 | 25,0 | 21,6 | 24,1 |

## Projets

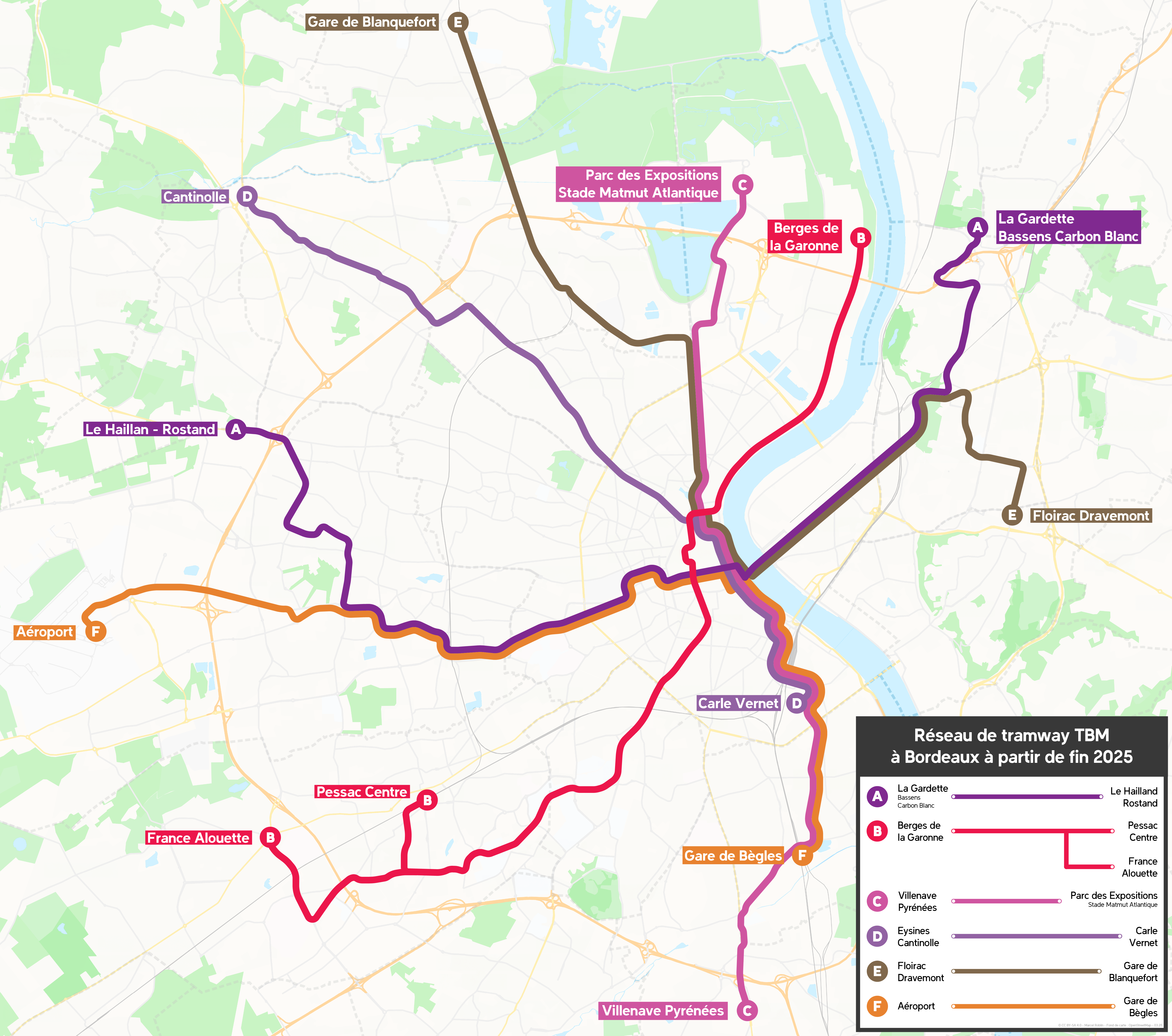
Futur réseau de tramway en 2025 (avec les lignes E et F)

À la suite du renouvellement de la délégation de service public concernant les transports de Bordeaux Métropole en juillet 2022, il est prévu de créer deux nouvelles ligne E et F. Elles relieraient respectivement la Gare de Blanquefort à Floirac Dravemont et l' Aéroport à la Gare de Bègles, en utilisant les infrastructures existantes des lignes A et C,  à partir du 6 décembre 2025.
La ligne C perdrait ainsi sa branche nord-ouest entre Gare de Blanquefort et Cracovie. Celle-ci serait reprise par la future ligne E.